# 埃魯塞里歐斯港
埃魯塞里歐斯港，最初名為狄奥多西港，是君士坦丁堡的港口之一。這座港口位於萊卡斯河口。港口修建於四世紀末，使用至11世紀。